# Weronika Rainczuk
Weronika Rainczuk (ur. 13 stycznia 1983) – polska judoczka. 
Była zawodniczka klubów: GKS Czarni Bytom (1995-2002), KS AZS AWFiS Gdańsk (2003-2007). Mistrzyni Polski seniorek 2003, wicemistrzyni Polski seniorek 2005 i brązowa medalistka mistrzostw Polski seniorek 2004 (wszystkie medale w kategorii do 63 kg). Ponadto m.in. młodzieżowa mistrzyni Polski 2005 oraz mistrzyni Polski juniorek 2001. Siostra judoczek: Beaty, Magdaleny i Pauliny.